# I’ll Be There for You (The-Rembrandts-Lied)
I’ll Be There for You (englisch für „Ich werde für dich da sein“) ist ein Lied der US-amerikanischen Rockband The Rembrandts, das im Mai 1995 erschien. Bekanntheit erlangte das Stück unter anderem als Titellied der Fernsehserie Friends.

## Entstehung und Veröffentlichung
Das Lied wurde von den beiden Rembrandts-Mitgliedern Phil Sōlem und Danny Wilde, zusammen mit David Crane, Marta Kauffman, Michael Skloff sowie Allee Willis, geschrieben. Für die Produktion zeichnete Gavin MacKillop verantwortlich.
Die Erstveröffentlichung von I’ll Be There for You erfolgte als Single am 1. Mai 1995 bei EastWest. Diese erschien zeitgleich als CD-Maxi-Single mit drei verschiedenen Versionen des Liedes (Katalognummer: 7559-63923-9) sowie als CD-Maxi-Single, die um ein Snippets Medley erweitert wurde (Katalognummer: EWC773). Am 23. Mai desselben Jahres erschien das Lied als Teil von LP (Katalognummer: 7559-61752-2), dem dritten Studioalbum des Band.

## Hintergrund
Ursprünglich war das Lied Shiny Happy People (März 1991) von der US-amerikanischen Rockband R.E.M. als Titellied von Friends vorgesehen und wurde auch bei der Pilotfolge genutzt. R.E.M.-Frontman Michael Stipe stimmte dem vorgelegten Angebot jedoch nicht zu, sodass die Produzenten von Warner Bros. Entertainment ihr eigenes Lied schrieben und das Duo The Rembrandts anheuerten. Stipe behauptete später, dass das Lied wie Shiny Happy People klingen sollte.
Ursprünglich als Titellied nur unter eine Minute lang, wurden später Teile ergänzt, sodass die drei Minuten lange Single entstand.

## Musikvideo
Das dazugehörige Musikvideo entstand unter der Regie von Sean Alquist und zeigt die Mitglieder der Band bei einem Auftritt im Studio von Saturday Night Live, wobei die Besetzung der Serie Friends mit auf der Bühne steht und gelegentlich die Band stört. Einige Szenen sind in schwarz-weiß gehalten.

## Rezeption
Das Lied wurde überwiegend positiv aufgenommen, so z. B. von Mark Sutherland vom New Musical Express und Leesa Daniels von Smash Hits. Letztere verlieh ihm vier von fünf Sternen. Ebenso wurde es mehrfach zu den „besten Titelliedern aller Zeiten“ gezählt.
Das Musikmagazin Blender hingegen listete das Lied unter den „50 schlechtesten Songs aller Zeiten“.

## Kommerzieller Erfolg

### Chartplatzierungen
| ChartsChartplatzierungen       | Höchstplatzierung | Wochen |
| ------------------------------ | ----------------- | ------ |
| Deutschland (GfK)              | 77 (11 Wo.)       | 11     |
| Vereinigte Staaten (Billboard) | 17 (20 Wo.)       | 20     |
| Vereinigtes Königreich (OCC)   | 3 (28 Wo.)        | 28     |

| ChartsJahrescharts (1995)    | Platzierung |
| ---------------------------- | ----------- |
| Vereinigtes Königreich (OCC) | 22          |

| ChartsJahrescharts (1997)    | Platzierung |
| ---------------------------- | ----------- |
| Vereinigtes Königreich (OCC) | 50          |

### Auszeichnungen für Musikverkäufe
| Land/Region                  | Auszeichnungen für Musikverkäufe (Land/Region, Auszeichnung, Verkäufe) | Verkäufe |
| ---------------------------- | ---------------------------------------------------------------------- | -------- |
| Australien (ARIA)            | Platin                                                                 | 70.000   |
| Norwegen (IFPI)              | Platin                                                                 | 20.000   |
| Vereinigtes Königreich (BPI) | Platin                                                                 | 600.000  |
| Insgesamt                    | 3× Platin ·                                                            | 690.000  |